# Résidence Pacific
Pour les articles homonymes, voir Pacific.

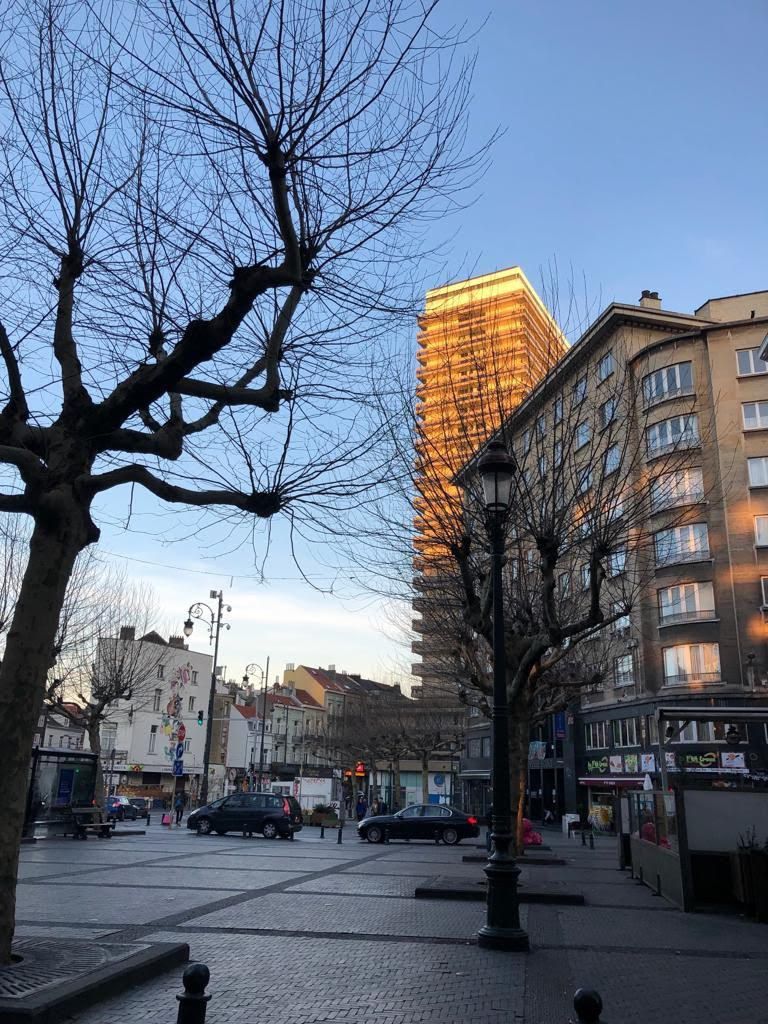
Vue de la place saint Josse.

La Résidence Pacific (ou le Pacific) est un immeuble de style moderniste situé à Saint-Josse-ten-Noode en Belgique.
C'est l'architecte Michel Barbier qui conçu la tour dès 1967 .

## Histoire
Conçue par l’architecte Michel Barbier, la construction fut achevée en 1970.

## Description
L’ensemble construit sur l'îlot compris entre la place Saint-Josse, la rue Willems, la rue de la Pacification et la rue Marguerite Coppin, est constitué de deux niveaux de parking et des sous-sols intermédiaires (dont les constructions sont partiellement établies sous la voirie communale), de plusieurs commerces, d’un bureau de poste, d’un supermarché, d’un casino et d’une galerie commerciale.
Les étages supérieurs sont affectés aux logements.
A l’origine, l’architecte occupait le dernier étage, une moitié étant assignée à son atelier, le reste à son logement.
Le Maelbeek s’écoule sous le parking, il est pompé en continu et est rejeté aux égouts,.
Une station service était installée à la sortie du parking. Elle a depuis été désaffectée.

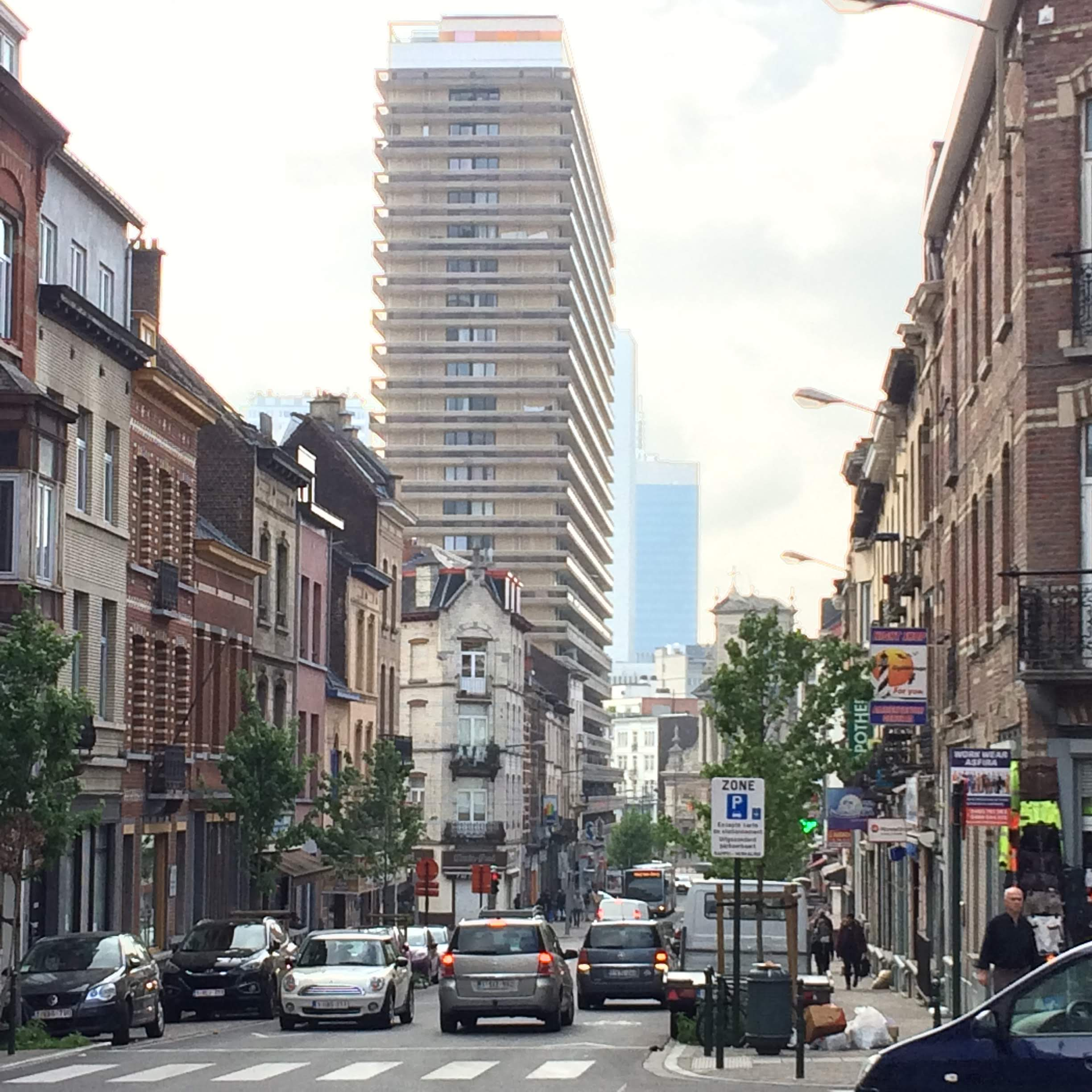
Vue de la rue de Eburons.